# چودهری محمد علی
چودهری محمد علی (زاده ۱۵ ژوئیهٔ ۱۹۰۵ – درگذشته ۲ دسامبر ۱۹۸۰) یک سیاست‌مدار اهل پاکستان و از اوت ۱۹۵۵ تا سپتامبر ۱۹۵۶ نخست‌وزیر این کشور بود.